# Cryptochironomus judicius
Cryptochironomus judicius är en tvåvingeart som beskrevs av Chaudhuri och Chattopadhyay 1990. Cryptochironomus judicius ingår i släktet Cryptochironomus och familjen fjädermyggor. Inga underarter finns listade i Catalogue of Life.